# Jorge González
Jorge González bedre kendt som Giant Gonzalez (født 31. Januar 1966 i Formosa, Argentina, død 22. september 2010) var en argentinsk wrestler, basketballspiller der var den højeste wrestler nogensinde, med sine 229 cm.
Gonzales afsluttede karrieren i 1995 og har desuden medvirket i flere film og tv-serier, bl.a. Baywatch.